# Жмйонца
Жмйонца (пол. Żmiąca) — село в Польщі, у гміні Ляскова Лімановського повіту Малопольського воєводства.
Населення — 718 осіб (2011).

## Демографія
Демографічна структура станом на 31 березня 2011 року:
|          | Загалом | Допрацездатний вік | Працездатний вік | Постпрацездатний вік |
| -------- | ------- | ------------------ | ---------------- | -------------------- |
| Чоловіки | 359     | 103                | 227              | 29                   |
| Жінки    | 359     | 120                | 167              | 72                   |
| Разом    | 718     | 223                | 394              | 101                  |